# WTA Ostrava
Das WTA Ostrava  (offiziell: J&T Banka Ostrava Open) ist ein Tennisturnier der WTA Tour (Kategorie Premier) in Ostrava, Tschechien. Es wird auf Hartplatz ausgetragen. Spielstätte ist die Ostravar Aréna. Das Preisgeld beträgt 593.600 US-$, die Siegerin im Einzel erhält 470 Punkte für die WTA-Weltrangliste.

## Siegerliste

### Einzel
| Jahr                   | Siegerin           | Finalgegnerin      | Ergebnis       |
| ---------------------- | ------------------ | ------------------ | -------------- |
| ↓ Kategorie: Premier ↓ |                    |                    |                |
| 2020                   | Aryna Sabalenka    | Wiktoryja Asaranka | 6:2, 6:2       |
| ↓ Kategorie: 500 ↓     |                    |                    |                |
| 2021                   | Anett Kontaveit    | Maria Sakkari      | 6:2, 7:5       |
| 2022                   | Barbora Krejčíková | Iga Świątek        | 5:7, 7:64, 6:3 |

### Doppel
| Jahr                   | Siegerinnen                   | Finalgegnerinnen                 | Ergebnis |
| ---------------------- | ----------------------------- | -------------------------------- | -------- |
| ↓ Kategorie: Premier ↓ |                               |                                  |          |
| 2020                   | Elise Mertens Aryna Sabalenka | Gabriela Dabrowski Luisa Stefani | 6:1, 6:3 |
| ↓ Kategorie: 500 ↓     |                               |                                  |          |
| 2021                   | Sania Mirza Zhang Shuai       | Kaitlyn Christian Erin Routliffe | 6:3, 6:2 |
| 2022                   | Caty McNally Alycia Parks     | Alicja Rosolska Erin Routliffe   | 6:3, 6:2 |